# Yonabaru Ryōku
Yonabaru Ueekata Ryōku (与那原 親方 良矩) (29 juin 1718 – 23 octobre 1797) aussi connu sous son nom de style chinois Ba Kokuki (馬 国器), est un aristocrate et fonctionnaire du gouvernement du royaume de Ryūkyū. Il est membre du Sanshikan de 1769 à 1796.